# Szlamy (jezioro)
Szlamy – jezioro w Polsce położona w województwie podlaskim, w powiecie augustowskim, w gminie Płaska, przez które przechodzi granica z Białorusią. Jezioro zasila rzeka Szlamica.

## Charakterystyka
Jezioro rozciąga się z północnego wschodu na południowy zachód. Konfiguracja dna jeziora zdecydowanie spokojna, urozmaicona jedynie wyspą (1,5 hektara) porośniętą drzewostanem mieszanym i krzewami i jedynym głęboczkiem (maksymalnie 6 metrów głębokości) z izobatą cztery metry zlokalizowanym w sąsiedztwie linii granicznej. Brzegi w 99% są porośnięte roślinnością twardą, a tuż za nią roślinnością podwodną (rogatek, moczarka kanadyjska, osoka aloesowata, grążel żółty i rdestnica), a miejscami mocno podmokłe co zdecydowanie utrudnia dostęp do lustra wody. Ponad 78% bezpośredniej linii brzegowej to Puszcza Augustowska. Brak miejsc z pobrzeżem piaszczystym nadającym się do kąpieli i plażowania. Od 1996 roku jezioro jest regularnie zarybiane. Występują tu m.in. szczupaki i okonie. 
Przy południowo-zachodnim brzegu akwenu znajdują się zabudowania wsi Muły. 